# Макага-Веллі (Гаваї)
Макага-Веллі (англ. Mākaha Valley) — переписна місцевість (CDP) в США, в окрузі Гонолулу штату Гаваї. Населення — 198 осіб (2020).

## Географія
Макага-Веллі розташована за координатами 21°29′8″ пн. ш. 158°11′13″ зх. д. / 21.48556° пн. ш. 158.18694° зх. д. (21.485566, -158.187007).  За даними Бюро перепису населення США в 2010 році переписна місцевість мала площу 10,68 км², з яких 10,68 км² — суходіл та 0,00 км² — водойми.

## Демографія
Згідно з переписом 2010 року, у переписній місцевості мешкала 1341 особа в 528 домогосподарствах у складі 337 родин. Густота населення становила 126 осіб/км².  Було 676 помешкань (63/км²).
Расовий склад населення:
| - 31,8 % — білих - 19,2 % — вихідців з тихоокеанських островів - 7,5 % — азіатів - 4,2 % — чорних або афроамериканців - 0,4 % — корінних американців - 1,0 % — осіб інших рас |

До двох чи більше рас належало 35,9 %. Частка іспаномовних становила 19,7 % від усіх жителів.
За віковим діапазоном населення розподілялося таким чином: 27,4 % — особи молодші 18 років, 64,5 % — особи у віці 18—64 років, 8,1 % — особи у віці 65 років та старші. Медіана віку мешканця становила 33,6 року. На 100 осіб жіночої статі у переписній місцевості припадало 89,4 чоловіків;  на 100 жінок у віці від 18 років та старших — 85,7 чоловіків також старших 18 років.
Середній дохід на одне домашнє господарство  становив 55 614 долари США (медіана — 48 077), а середній дохід на одну сім'ю — 46 664 долари (медіана — 42 054). Медіана доходів становила 44 671 долар для чоловіків та 31 667 доларів для жінок. За межею бідності перебувало 29,3 % осіб, у тому числі 45,0 % дітей у віці до 18 років та 14,3 % осіб у віці 65 років та старших.
Цивільне працевлаштоване населення становило 518 осіб. Основні галузі зайнятості: освіта, охорона здоров'я та соціальна допомога — 27,6 %, роздрібна торгівля — 12,9 %, транспорт — 11,6 %.